# Copa da Escócia de 1953–54
A Copa da Escócia de 1953-54 foi a 69º edição do torneio mais antigo do futebol da Escócia. O campeão foi o Celtic F.C., que conquistou seu 17º título na história da competição ao vencer a final contra o Aberdeen F.C., pelo placar de 2 a 1.

## Premiação
| Copa da Escócia de 1953-54       |
| Escócia                          |
| -------------------------------- |
| Celtic F.C. Campeão (17º título) |